# BMW N74
| N74                            | N74                                                                                           |
| ------------------------------ | --------------------------------------------------------------------------------------------- |
|                                |                                                                                               |
| Виробник:                      | BMW                                                                                           |
| Марка:                         | N74                                                                                           |
| Тип:                           | V12 60° Подвійний турбонаддув                                                                 |
| Робочий об'єм:                 | - 6,0 л (5972 куб.см) (2008–2015) - 6,6 л (6592 куб.см) (2009–2022) - 6,7 л (6749 куб.см) см3 |
| Максимальна потужність:        | 400–465 кВт (536–624 к.с.) кВт                                                                |
| Максимальний обертовий момент: | 750–900 Н⋅м Н·м                                                                               |
| Циліндрів:                     | 12                                                                                            |
| Клапанів:                      | 48                                                                                            |
| Хід поршня:                    | - 80 мм (3,15 дюйма) - 88,3 мм (3,48 дюйма) - 90,4 мм (3,56 дюйма) мм                         |
| Діаметр циліндра:              | - 89 мм (3,50 дюйма) мм                                                                       |
| Система живлення:              | пряме впорскування                                                                            |
| Охолодження:                   | рідинне охолодження                                                                           |
| Газорозподільний механізм:     | DOHC                                                                                          |
| Матеріал блоку циліндрів:      | Алюміній                                                                                      |
| Матеріал ГБЦ:                  | Алюміній                                                                                      |
| Тактність (число тактів):      | 4                                                                                             |
| Рекомендоване паливо:          | Бензин                                                                                        |

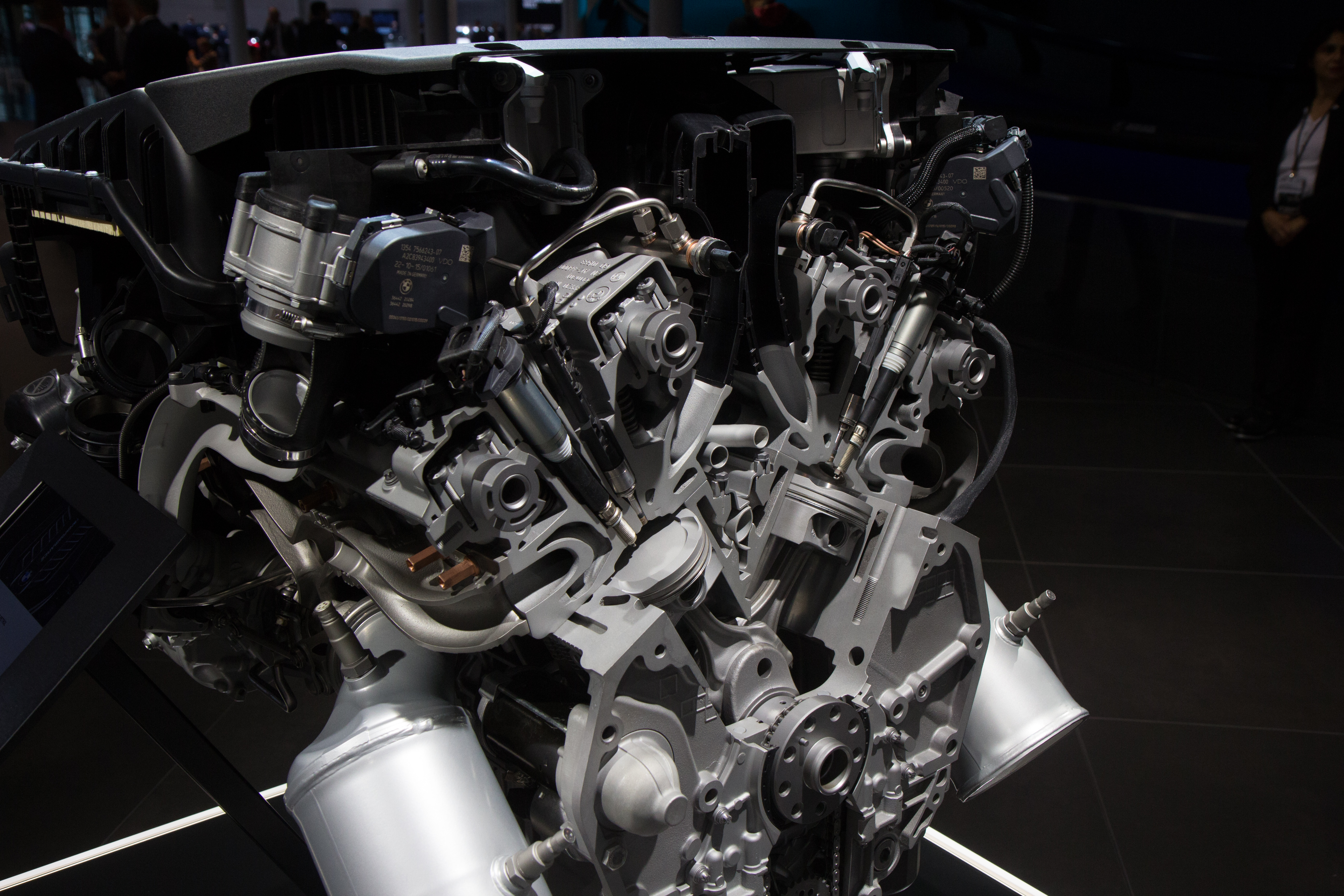
Вигляд у розрізі N74

BMW N74 — це бензиновий двигун V12 з подвійним турбонаддувом, який замінив N73 і виробляється з 2008 року. Це перший двигун BMW V12 з турбонаддувом, який також використовується в кількох моделях Rolls-Royce.

## Дизайн
У порівнянні з атмосферним попередником BMW N73, N74 має подвійний турбокомпресор. Турбокомпресори розташовані на зовнішній стороні двигуна і використовують тиск наддуву 11,6 psi (0,8 бар). У базовій комплектації двигун має ступінь стиснення 10:1 і питому витрату палива 245 г·кВт − 1 ·год − 1.
Як і його попередник, N74 має безпосереднє впорскування, DOHC і змінну фазу газорозподілу (називається BMW подвійним VANOS). Однак N74 не має змінного підйому клапана (названого BMW Valvetronic).
N74 став першим використанням BMW 8-ступінчастої автоматичної коробки передач у формі ZF 8HP90.

## Версії
| Двигун   | Об'єм                           | Потужність                         | Крутний момент                             | Роки           |
| -------- | ------------------------------- | ---------------------------------- | ------------------------------------------ | -------------- |
| N74B60   | 5972 куб.см (364,4 куб. дюймів) | 400 кВт (536 к. с.) при 5250 об/хв | 750 Н⋅м (553 фунт⋅фут) при 1500–5000 об/хв | 2008–2015 роки |
| N74B66   | 6 592 см3 (402,3 дюйм3)         | 420 кВт (563 к. с.) при 5250 об/хв | 780 Н⋅м (575 фунт⋅фут) при 1500–5000 об/хв | 2009–2020 роки |
| N74B66   | 6 592 см3 (402,3 дюйм3)         | 465 кВт (624 к. с.) при 5600 об/хв | 800 Н⋅м (590 фунт⋅фут) при 1500–5500 об/хв | 2013–2022 роки |
| N74B66   | 6 592 см3 (402,3 дюйм3)         | 442 кВт (593 к. с.) при 5250 об/хв | 840 Н⋅м (620 фунт⋅фут) при 1500 об/хв      | 2016–2020 роки |
| N74B66TU | 6 592 см3 (402,3 дюйм3)         | 449 кВт (602 к. с.) при 5500 об/хв | 800 Н⋅м (590 фунт⋅фут) при 1500 об/хв      | 2016–2022 роки |
| N74B68   | 6 750 см3 (411,9 дюйм3)         | 420 кВт (563 к. с.) при 5250 об/хв | 900 Н⋅м (664 фунт⋅фут) при 1500 об/хв      | 2017-тепер     |

### N74B60
Ця початкова версія N74 має діаметр 89 мм (3,5 дюйм) і штрихом 80 мм (3,1 дюйм). Червона зона становить 7000 об/хв, а ступінь стиснення 10,0:1..
Застосування:
- 2008–2015 F01/F02/F03 760i/760Li[7]

### N74B66

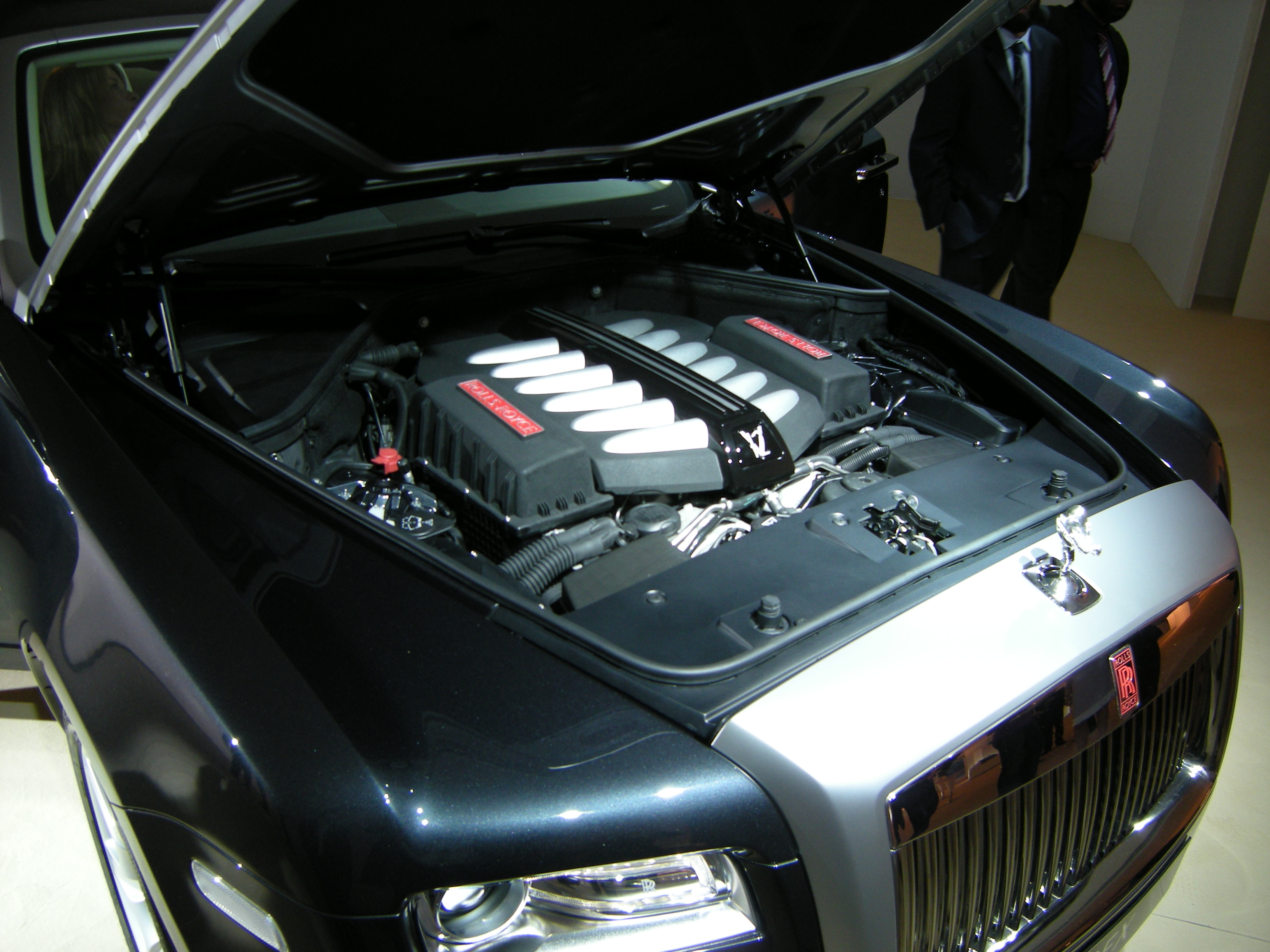
N74 в Rolls Royce Ghost

N74B66 є збільшеною версією N74B60 завдяки ходу 88 мм (3,5 дюйм). Червона зона становить 7000 об/хв, а ступінь стиснення 10,0:1. Він виробляє до 465 кВт (624 к. с.) і використовується в Rolls-Royce Ghost.
| Рік            | Застосування                      | Вихідна потужність  | Крутний момент           |
| -------------- | --------------------------------- | ------------------- | ------------------------ |
| 2010–2020 роки | Rolls-Royce Ghost                 | 420 кВт (563 к. с.) | 780 Н⋅м (575 фунт⋅фут)   |
| 2014–2020 роки | Rolls-Royce Ghost V-Specification | 442 кВт (593 к. с.) | 780 Н⋅м (575 фунт⋅фут)   |
| 2019 рік       | Eadon Green Panthean Coupe        | 442 кВт (593 к. с.) | 840 Н⋅м (619,5 фунт⋅фут) |
| 2014–          | Rolls-Royce Wraith                | 465 кВт (624 к. с.) | 800 Н⋅м (590 фунт⋅фут)   |
| 2015–          | Rolls-Royce Dawn                  | 420 кВт (563 к. с.) | 820 Н⋅м (605 фунт⋅фут)   |

### N74B66TU
Застосування:
- 2016- G12 M760Li xDrive[8][9][10].

### N74B68
6,75 літрова версія була представлена в Rolls-Royce Phantom 2018 року. Він також використовується в Rolls-Royce Cullinan і Rolls-Royce Ghost, обидва з яких побудовані на тій же платформі, що й новий Phantom.
Застосування:
- 2017-тепер Rolls-Royce Phantom VIII
- 2018-тепер Rolls-Royce Cullinan
- Rolls-Royce Ghost 2021 року по теперішній час